# James Ellis
James H. Ellis, né en 1924 et mort en novembre 1997, est un ingénieur et un mathématicien britannique.
Dans un rapport écrit en 1970 et resté confidentiel à l'époque, alors qu'il travaillait pour le GCHQ, agence de renseignement britannique, Ellis décrit ce qu'il appela le chiffrement non secret, et qui correspond à ce qu'on appelle de nos jours le chiffrement à clef publique. Ainsi, le GCHQ avait connaissance du concept de chiffrement à clef publique avant même la célèbre publication de ses « inventeurs académiques », Whitfield Diffie et Martin Hellman.

## Courte biographie
Ellis est né en Australie, bien que conçu en Grande-Bretagne, et grandit à Londres. Il étudia la physique à l'Imperial College London, et travailla ensuite au Post Office Research Station à Dollis Hill. En 1952, Ellis entre au GCHQ à Eastcote, dans l'ouest londonien. En 1965, Ellis rejoignit le Communications-Electronics Security Group (équivalent de la DCSSI), branche du GCHQ.

## Découverte du chiffrement non secret
Ellis a raconté que l'idée lui est venue la première fois après la lecture d'un article de la Seconde Guerre mondiale, écrit par un membre des Bell Labs, décrivant une manière de protéger les communications vocales en ajoutant un bruit aléatoire. Toutefois, il fut incapable de concevoir une réalisation de cette idée.  
Peu après avoir rejoint le GCHQ, après avoir quitté l'université de Cambridge, Clifford Cocks a pris connaissance de l'idée  Ellis et de son absence de réalisation concrète. Il conçut alors le corps de ce qui est maintenant connu comme l'algorithme de chiffrement à clef publique RSA. Cela fut gardé secret. 
Peu de temps après la découverte de Cocks, Malcolm J. Williamson, un ami à lui travaillant également pour le GCHQ, ayant appris les découvertes d'Ellis et Cocks, se pencha sur le problème de la distribution des clefs secrètes et développa ce que l'on appelle de nos jours le protocole de mise en accord de clef Diffie-Hellman. Cela fut gardé secret. 
Lorsque, quelques années plus tard, Diffie et Hellman publièrent leur célèbre article de 1976, et que peu de temps après, Rivest, Shamir, et Adleman 
divulguèrent leur algorithme, Cocks, Ellis, et Williamson suggérèrent que le GCHQ rendre publique sa connaissance de ces deux concepts. À l'époque, le GCHQ refusa. Il finit par accepter bien plus tard, mais pas du vivant d'Ellis, qui meurt un mois avant que l'information soit finalement rendue publique.

## À voir également
Don Coppersmith a relaté une histoire similaire concernant la cryptanalyse différentielle, connue des concepteurs de l'algorithme de chiffrement symétrique DES, bien avant la publication académique d'Eli Biham et Adi Shamir